# Militärakademie des Generalstabes der Streitkräfte der Russischen Föderation

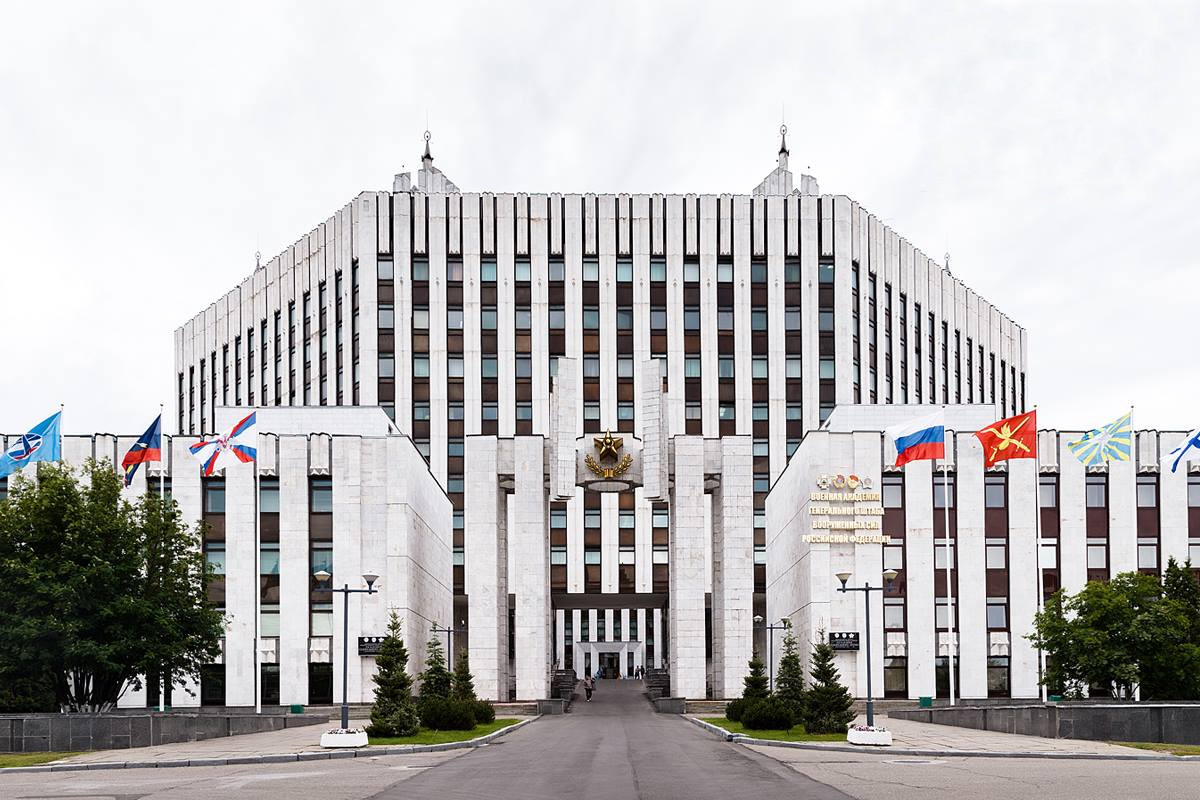
Gebäude der Militärakademie, Moskau 2015

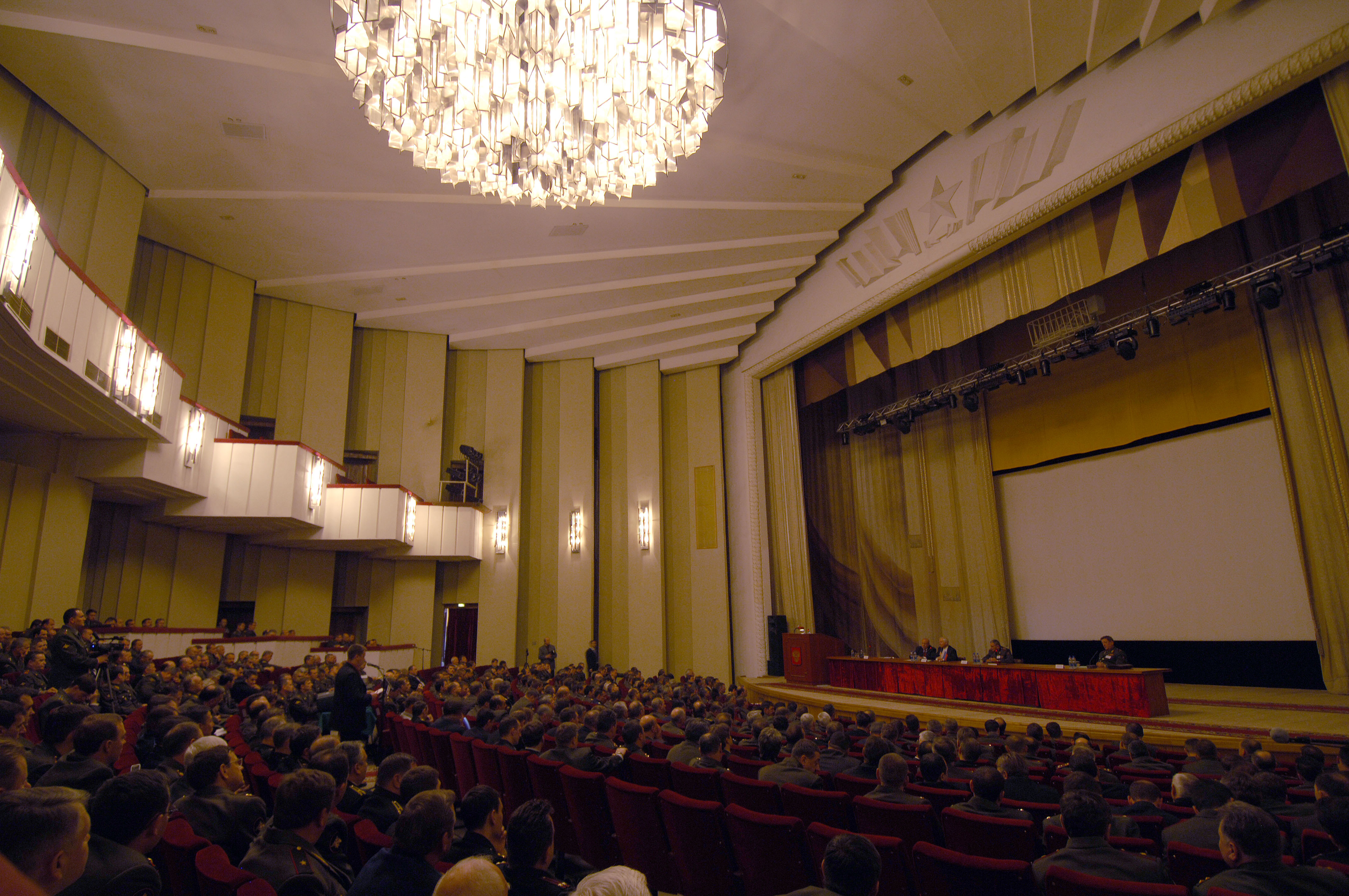
Festsaal der Akademie, 13. Oktober 2007

Die Militärakademie des Generalstabes der Streitkräfte der Russischen Föderation (russisch Военная академия Генерального штаба Вооружённых Сил Российской Федерации, bis 1991 Военная академия Генерального штаба Вооружённых Сил СССР) ist die von Russland weitergeführte vormals höchste militärische Ausbildungsstätte der Sowjetunion.
Die Akademie wurde 1936 gegründet und befindet sich in Moskau. Sie war seit ihrer Gründung immer eine Einrichtung zur Aus- und Fortbildung von Generalstabsoffizieren und hat ihre Wurzeln in der 1832 gegründeten „Imperialen Militärakademie“ (russisch Императорская военная академия) in Sankt Petersburg.
Bis zur Auflösung des Warschauer Pakts erfolgte hier neben der  Aus- und Fortbildung von Generalstabsoffizieren aller Teilstreitkräfte der UdSSR auch die von Offizieren anderer sozialistischer Länder, die bereits eine Militärakademie absolviert hatten und für höhere Dienstposten und Verwendungen vorgesehen waren und für die eine Generalstabsausbildung Voraussetzung war.
Heute dient diese Generalstabsschule als Lehreinrichtung mit operativ-strategischer Ausrichtung, aber auch als militärtheoretisches Zentrum zur Erforschung und Weiterentwicklung der Militärwissenschaft. Die Bezeichnung Militärakademie des Generalstabes trug vorher die Frunse-Militärakademie. Der Name Woroschilows wurde der Akademie 1941 verliehen.

## Namensgebung
Seit ihrem Bestehen trug diese militärische Bildungseinrichtung die nachstehenden Bezeichnungen.
- 1832: Imperiale Militärakademie
- 1855: Zar-Nikolai-Generalstabsakademie
- 1909: Zar-Nikolai-Militärakademie
- 1910: Imperiale Zar-Nikolai-Militärakademie
- 1917: Zar-Nikolai-Militärakademie
- 1918: Akademie des Generalstabs der „Roten Arbeiter- und Bauernarmee“ (RABA)
- 1921: Militärakademie der RABA
- 1936: Akademie des Generalstabs der RABA
- 1941: Militärakademie des Generalstabs der RABA „K.J. Woroschilow“
- 1942: Höhere Militärakademie der RABA „K.J. Woroschilow“
- 1958: Militärakademie des Generalstabs der Streitkräfte der UdSSR
- 1969: Militärakademie des Generalstabs der Streitkräfte der UdSSR „K.J. Woroschilow“
- 1992: Militärakademie des Generalstabs der Streitkräfte der Russischen Föderation

## Bekannte Absolventen
- Boris Michailowitsch Schaposchnikow (1910), Generalstabschef 1941–1942, „Vater“ der sowjetischen operativen Kunst
- Heinz Hoffmann (1957), Verteidigungsminister der DDR
- Alexander Iwanowitsch Pokryschkin (1957), Marschall der sowjetischen Flieger, Generalinspekteur des Verteidigungsministeriums
- Horst Stechbarth (1961), kommandierender General der Landstreitkräfte der NVA und Chef Kommando Landstreitkräfte
- Fritz Streletz (1961), Chef des Hauptstabs der NVA
- Wolfgang Reinhold (1967), kommandierender General der Luftstreitkräfte der NVA und Chef Kommando LSK/LV
- Boris Wsewolodowitsch Gromow (1972), russischer General und Politiker
- Nikolai Jegorowitsch Makarow (1979), 2008–2012 russischer Generalstabschef
- Igor Dmitrijewitsch Sergejew (1980), Marschall der Russischen Föderation, 1997–2001 Verteidigungsminister
- Gennadi Nikolajewitsch Troschew (1980), russischer Generaloberst und Befehlshaber in den Tschetschenienkriegen
- Alexander Nikolajewitsch Selin (1997), 2007–2012 Oberbefehlshaber der Russischen Luftstreitkräfte
- Alexander Wladimirowitsch Dwornikow (2005), Armeegeneral

Auszeichnungen
- , Leninorden
- Rotbannerorden
- , Suworoworden 1. Grades
- Orden der ex-sozialistischen Länder (u. a. DDR)